# Eupoecilaema perducens
Eupoecilaema perducens is een hooiwagen uit de familie Cosmetidae.